# 睡眠相位后移症候群
睡眠相位后移症候群（英語：Delayed sleep-phase syndrome、delayed sleep-phase syndrome或delayed sleep–wake phase disorder，簡稱DSPS或DSPD）是一种慢性睡眠紊乱，患者的昼夜节律（生物钟）相较于大众和社会规范的节律出现延迟。这种紊乱会影响到睡眠时间、警觉性高峰期、核心体温、荷尔蒙等的周期。
在臨床診斷中，部分患者要到等至天亮才能入睡，一旦睡着，睡眠时間卻跟正常人相約，故在早晨难以醒来。除了一些患有睡眠呼吸中止症等睡眠障碍的患者外，他們的睡眠品質大多正常，然而這種晚睡晚起的狀態，令人難以按时上班上课，擾亂作息時序。同时，患者可能还会有显著长于24小时的昼夜节律周期。
研究表明这种疾病有遗传因素，并且根据症状的严重程度或多或少可以得到控制，但尚无有效的治疗方法。此症常在儿童期或青春期出現，一些人的症状会隨年紀增長而消失，但一些人卻終生受此症困擾。外國一些研究指每2000人約3人會患上此症，佔人口比例約0.15%，男女患者數目相約；而長期受失眠困擾的病人中，約7-10%患有此症。
睡眠相位后移症候群在1981年由美國紐約蒙特菲奥雷医疗中心的醫生最早提出，但由於此症候群長期受忽視，不少病人未曾嘗試接受治療，有時亦會誤诊成一般失眠。

## 定义
根据国际睡眠障碍分类（ICSD），睡眠相位后移症候群的判斷標準為：
1. 睡眠相位相對於理想作息，具有不可控的延後；表現出慢性或反覆（至少三個月）抱怨無法在正常時間入睡及在社會期望的時間醒來。
2. 當不需要遵守嚴格的時間表時，患者的睡眠品質和長度跟同年齡相適應。
3. 一旦入睡，就幾乎沒有維持睡眠的困難。
4. 患者相對嚴重或絕對無法透過強迫在正常時間睡覺和起床，來將睡眠相位提前。
5. 睡眠-睡醒日誌和/或活動記錄器量測出（至少兩週）一致的入睡習性，通常晚於凌晨兩點以及長時間的睡眠。
6. 偶爾可能會出現非晝夜節律的日子（亦即跳過整個白天和晚上以及部分第二天時間不睡），接著是持續 12 到 18 小時的睡眠。
7. 不符合其他導致入睡困難或嗜睡之睡眠障礙標準。
8. 如果使用以下實驗方法，則其須證明睡眠習性具有明顯的延遲：1) 24 小時睡眠多項生理檢查（或連續兩晚的睡眠多項生理檢查併中間做多次入睡潛伏期間測試），2) 持續體溫檢測顯示，體溫最低點延遲到了習慣性睡眠的後半段。

如下一些特征把睡眠相位后移症候群从其它睡眠障碍中区分出来：
1. 患者至少能在早上甚至是下午有正常的睡眠（甚至睡眠品質更好）。相比之下，长期失眠患者不会感觉在早上入睡比晚上更容易。
2. 患者每天晚上几乎是准时的感觉到睡意。如果他们在这个时候躺下休息，他们能迅速的进入梦乡。儿童患者在没有感觉到睡意的时候会拒绝上床睡觉，但是如果能允许他们在平常睡觉时间前不在床上躺着，就上床时间的争吵就会消失。
3. 患者可以睡得很好并且很规律，如果让他们遵循自己的生物钟，如周末或者假期的时候。
4. DSPS是一个长期的病症，诊断这个综合征需要根据至少一个月的临床表现。

一个被强迫按照朝九晚五方式生活的DSPS患者经常被拿来与一个经常有6个小时时差的人来做比较。他们都在工作日的晚上少睡幾個小时，但是会在周末或者下午补回来。周末睡觉或者下午的瞌睡会让DSPS从白天的困倦中解脱出来，但是却更加强化了他的睡眠相位后移。
DSPS患者通常都是严重的夜猫子，他们感觉半夜三更的时候头脑最敏捷，做事情效率最高。DSPS患者不能轻易的强迫自己早睡。他们会在床上辗转反侧好几个小时，有些时候，到了去上课或上班的时候都还没合眼。
当DSPS患者寻求医疗帮助的时候，他们一定很多次尝试改变自己的睡眠规律了。早期的失败的尝试一般包括：放松技术、早睡、催眠、酒精、安眠药、床头读物和家庭疗法。其中部份使用过安眠药的患者说，这种药让他们感觉疲惫或放松，却不能带来睡意。患者经常求助于家人在早上唤醒他们，或者他们会设置许多闹钟。因为这种症状在青春期的时候比较普遍，通常是患者的父母最先寻求帮助，因为他们费了九牛二虎的力气也不能叫醒他们的孩子去准时上学。

## 流行
根据ICSD的诊断标准，对1万名挪威成年人的随机调查显示DSPS的患病率为0.17%；相似的调查针对1,525名日本成年人显示患病率为0.13%。另外尚有一些调查指出在青少年中的患病率高达7%。

## 生理学解释
DSPS是一种人体的计时系统（生物鐘）紊乱。一般认为，重置生物鐘（入睡、醒來時間）的能力减弱是导致DSPS的原因。DSPS患者通常有非常长的日夜节律周期，或者对日光重置生物钟的反应很弱。
如果头天晚上没睡足，一个有正常日夜节律系统的人通常会很快的入睡。早睡通常会自动的提前他们的日夜节律时钟。相比之下，就算DSPS患者缺乏睡眠，他們仍然不能在他们的通常睡觉时间之前入睡。研究人员发现，缺乏睡眠不能夠重置DSPS患者的日夜节律时钟。
努力按照正常作息生活的DSPS患者会很难入睡，也很难醒来。因为他们的生物鐘不是在那个相位上。而正常人上夜班如果沒有调整好，也会有相同的症状。
DSPS患者的其他日夜节律机能上也有后移，比如褪黑素的分泌和体温最低值，相应的入睡和醒来的周期。入睡，自然的醒来，还有其他很多的内部机能都同时后移了相同的时间。如果考虑到不能被周围人接受的睡觉和醒来的时间，非杓型（non-dipper）高血压也和DSPS有关。
多数情况下，无法知道为什么DSPS患者的生物鐘异常。DSPS看上去是遗传的：大量的证据显示这个问题和hPer3 (human period 3)有关。也有一些有记录的病例是由于脑外伤引起的DSPS和非24小时睡眠周期综合征。
也有非常少的病例是DSPS发展成非24小時睡眠覺醒障礙，这是一种非常严重的导致衰弱的睡眠紊乱，患者每天都晚睡一点。

## 诊断
DSPS靠临床观察，机体活动变化记录仪监测或者睡眠记录来持续跟踪患者长达至少3个星期。
DSPS经常被误诊。经常被误诊为一种精神障碍。DSPS经常和很多其他疾病混淆，如，精神心理的失眠，抑郁症，精神障碍如精神分裂症或者注意力不足过动症，还有其他睡眠障碍，或一些故意的行为，如不想去上学。睡眠医药的从业者指出，DSPS的诊断准确率实在太低，急需对睡眠障碍者进行更好的生理学教育。

## 对患者的影响
由于大众对这种疾病的认识不够，导致了DSPS患者承受了更多的压力，如被视为无纪律或懒惰。父母通常被责备没有适当的教育子女，学校则很少能容忍长期的迟到， 缺勤，或者上课睡觉的学生，并且不会认为他们是得了一种长期的疾病。
世界卫生组织2004年关于睡眠对于健康影响的会议上，睡眠专家指出：
|  | 中长期的影响，特别是DSPS。患者忍受着长期的失眠以及由于缺少睡眠导致的行为意识的后果。患者更倾向于滥用酒精和其他物质，一些年轻人还产生的犯罪倾向。在日夜节律和心理障碍（如季节性的易发紊乱，抑郁症，躁郁症）之间也发现的强烈的联系。. |

到了DSPS患者得到正确的诊断之前，他们已经很长时间被误诊，或者被加上懒惰，不思进取的员工或学生的标签。误诊为心理问题给患者和家人带来了巨大的痛苦，还导致了一些患者服用了一些不合适的精神药品。对于很多患者，准确的诊断出DSPS是他一生的转折点。

## 治疗
对DSPS的治疗非常特别。这跟治疗失眠不一样，重视患者睡眠品質的同时要兼顾时间问题。症状較轻的患者可以用每天提早15分钟起床直到达到期望时间的办法，严重一些的患者，在治療方面，通常有以下的一些治疗方法：
开始DSPS治疗以前，患者通常被要求按照他们自己的作息来有规律的睡眠，要保证他们在“白天”不瞌睡，让患者在治疗开始的时候讓精神放鬆是非常重要的。
1. 光线治疗，配合全光谱灯，通常早上30－90分钟照射10,000勒克斯。日光也是可以的。光线治疗通常会要求患者在早晨花更多的时间。这个方法需要几天至2周才能见效，之后可以不时的使用来保持效果。避免晚上有强光也会有帮助。
2. 調整枕頭高度。枕頭太高或太低會影響頸椎生理曲線。[9]
3. 不用有色玻璃窗，對治療DSPS有幫助。[10]
4. 把晚上開著的6500K 色溫的燈管都換成2700K 或者4000K 的燈管。[11]相對黃光而言，白光能推遲生物鐘。[12]
5. 變換睡姿。[13][14]
6. 晚餐不要太晚。[15]
7. 不蒙被或者不使用過於沉重的被子。[16]
8. 时间疗法，连续几天晚睡觉几个小时，来重置生物鐘。時間治療的安全性還不完全清楚。[17]
9. 睡前1小时或更早的时候补充小剂量（约1毫克）褪黑素，也可能帮助建立早一些的作息，特别是结合光线治疗在自主醒来的时候。但是一些褪黑素的副作用是扰乱睡眠，噩梦，白天萎靡不振。长期的褪黑素副作用还不知道，也不能随便生产。在一些国家，荷尔蒙是处方药，或者根本不能买到。在美国和加拿大，褪黑素的供应不受限制。
10. 一些人声称大剂量的维生素B12可以让睡意正常出现，但是疗效似乎不彰。
11. 最近新批准的新药柔速瑞有明确的疗效，它在某些方面的功效类似人工合成的褪黑素。生产柔速瑞所受到的监管和其它处方药一样，所以避免了褪黑素补充剂的纯度及其衍生的问题。
12. 莫达非尼（Modafinil）是一种美国批准的治疗轮班工作睡眠紊乱（SWSD）的药物，SWSD和DSPS有很多共同特点，很多临床医生用这个疾病来描述DSPS病患。但是莫达菲尼不能解决DSPS的深层原因，他只能提高缺乏睡眠的病患的生活质量。如果在理想睡觉时间前12小时以内服用莫达菲尼会恶化DSPS症状，因为实际上他会推后入睡醒来的周期。
13. 定期清潔、吸塵蟎。[18]
14. 曾經有過利用曲唑酮來治疗DSPS的成功案例可查。[19]
15. 可尝试利用食物钟来快速重置生物钟，禁食24小时以上并在下一个早晨准时起床吃早餐。[20]

## 适应晚睡的时间
长期的治疗成功的比率并没有确切的数字，但是有经验的临床医生明白，DSPS是非常难治愈的。
在晚上工作，或者在家工作的人，DSPS似乎不是什么大问题。他们中多数人并没意识到这是一种“紊乱”。一些DSPS患者打瞌睡，更有一些人白天睡4小时，晚上睡4小时，尽管白天长时间的瞌睡导致晚上更加没有睡意。一些比较适合DSPS患者工作的岗位包括保安，在剧院或者媒体工作，自由作家，呼叫中心，护理，出租车或者卡车司机。
一些DSPS病患虽然经历了很多年的治疗，仍然不能适应早睡。睡眠研究員 Dagan 及 Abadi 認為，應將此類無法治療的 DSPS 病例正式歸類為一種隱形殘疾：“睡眠周期紊乱(SWSD)缺陷”。
針對DSPS的復健包括了接受病情，選擇允許晚睡的職業或經營彈性工時的家庭企業。在一些学校，患有DSPS的学生可以在他们精力最集中的时间段参加考试。
|  | SWSD殘疾的患者應被鼓勵去接受他們的病是終身的，並且唯有接受復健才能提高他們的生活品質。醫生必須認識到SWSD殘疾的病情，並將其告知負責職業及社會復健的公共機構。 |

在美國，《美國身心障礙法》要求雇主為患有睡眠障礙的員工提供合理的住宿條件。 對於DSPD，這可能代表雇主須為通常按“朝九晚五”執行的工作安排出較晚的工作時間。

## DSPS和抑郁症
在有记载的DSPS病例中，近半数还罹患抑郁症或者其他心理疾病。DSPS和抑郁症之间的联系还不是很清楚。有一半的DSPS患者没有抑郁症说明DSPS不是简单的抑郁症的症状。就算在抑郁症患者中，时间治疗的疗效也比直接治疗抑郁要好。
普遍认为，DSPS是引起抑郁的重要原因，因为它是一种带来很大压力和误解的紊乱。存在能联系睡眠机制和抑郁的神经化学物质也是一种可能。
患有抑郁症的DSPS患者应该同时接受针对两种疾病的治疗。一些证据显示，DSPS的有效治疗可以改善患者的精神面貌，从而让抑郁症的治疗更加有效果，同时，对抑郁症的治疗可以让患者的DSPS治疗成功率更高。

## 流行文化中的DSPS
- 在卡通剧《凱文的幻虎世界》（Calvin and Hobbes）的一集中，当Calvin被叫起床的时候，他说：「不！不！不！我还想睡一会！」那天，他在学校睏得不行，但是当他被母亲带上楼，按在床上的时候，他又叫嚷到：「现在就睡？我一点都不睏」。最后，Calvin说：「我的生物時鐘被设置在了东京时间」。[23]

## 引用
1. ↑  Hirshkowitz M. . Yudofsky SC, Hales RE  (编).  4th. Arlington, Virginia: American Psychiatric Publishing. 2004: 324–325  [2022-07-02]. ISBN 978-1-58562-005-0. （原始内容存档于2022-07-04）. Individuals with delayed sleep phase are more alert in the evening and early nighttime, stay up later, and are more tired in the morning.
2. ↑  Micic G, de Bruyn A, Lovato N, Wright H, Gradisar M, Ferguson S,  et al. . Journal of Sleep Research. December 2013, 22 (6): 617–24. PMID 23899423. doi:10.1111/jsr.12072 .
3. ↑  Patke A, Murphy PJ, Onat OE, Krieger AC, Özçelik T, Campbell SS, Young MW. . Cell. April 2017, 169 (2): 203–215.e13. PMC 5479574 . PMID 28388406. doi:10.1016/j.cell.2017.03.027.
4. ↑  Dagan Y; Eisenstein M Circadian rhythm sleep disorders: toward a more precise definition and diagnosis. Chronobiol Int 1999 Mar;16(2):213-22
5. 1 2  . eMedicine World Medical Library from WebMD.   [2006-06-04]. （原始内容存档于2008-12-05）.
6. ↑    - Weitzman, E.D., Czeisler, CA;  et al. . Archives of General Psychiatry. 1981, 38: 737–746.
7. ↑  American Academy of Sleep Medicine International Classification of Sleep Disorders, Revised Edition （页面存档备份，存于） 2001.
8. ↑  WHO Technical meeting on sleep and health - meeting report, accessed August 12 2006 的存檔，存档日期2006-10-09.
9. ↑  .   [2018-02-09]. （原始内容存档于2019-06-09）.
10. ↑  . 2012-09-03  [2016-05-30]. （原始内容存档于2016-07-01）.
11. ↑  .   [2016-05-30]. （原始内容存档于2020-09-23）.
12. ↑  .   [2016-10-06]. （原始内容存档于2019-06-11）.
13. ↑  .   [2016-10-06]. （原始内容存档于2017-03-05）.
14. ↑  . 家庭医生在线. 2013-06-15  [2016-10-06]. （原始内容存档于2019-06-21）.
15. ↑  . 南文博雅. 2014.
16. ↑  . 2013-01-05.[]
17. ↑  Morgenthaler, TI; Lee-Chiong T; Alessi C; Friedman L; Aurora N; Boehlecke B; Brown T; Chesson AL; Kapur V; Maganti R; Owens J; Pancer J; Swick TJ; Zak R. . Sleep (Associated Professional Sleep Societies, LLC). November 2007, 30 (11): 1445–59  [2010-09-26]. PMC 2082098 . PMID 18041479.
18. ↑  . 2013-01-29  [2017-09-21]. （原始内容存档于2019-06-16）.
19. ↑  Nakasei, Shinji et al. Trazodone advanced a delayed sleep phase of an elderly male: A case report Sleep and Biological Rhythms Volume 3 Page 169  - October 2005
20. ↑  .   [2019-10-13]. （原始内容存档于2019-10-13）.
21. ↑  
Dagan, Yaron and Abadi, Judith Sleep-Wake Schedule Disorder Disability: A lifelong untreatable pathology of the circadian time structure. Chronobiology International 2001; Volume 18, Number 6   Pages: 1019 - 1027
22. ↑  . Business Management Daily. 1 November 2003.[]
23. ↑  .   [2007-05-11]. （原始内容存档于2021-01-26）.